# Paraechinus nudiventris
El erizo de vientre desnudo (Paraechinus nudiventris) es una especie de mamífero erinaceomorfo de la familia Erinaceidae. Es una rara especie de erizo del género Paraechinus. Aunque se le consideró extinto durante un tiempo, recientemente fue redescubierto y actualmente vive en la India en la Kalakad-Mundanthurai Tiger Reserve, aunque son necesarias más investigaciones. 